# Johann Wilhelm Coaz

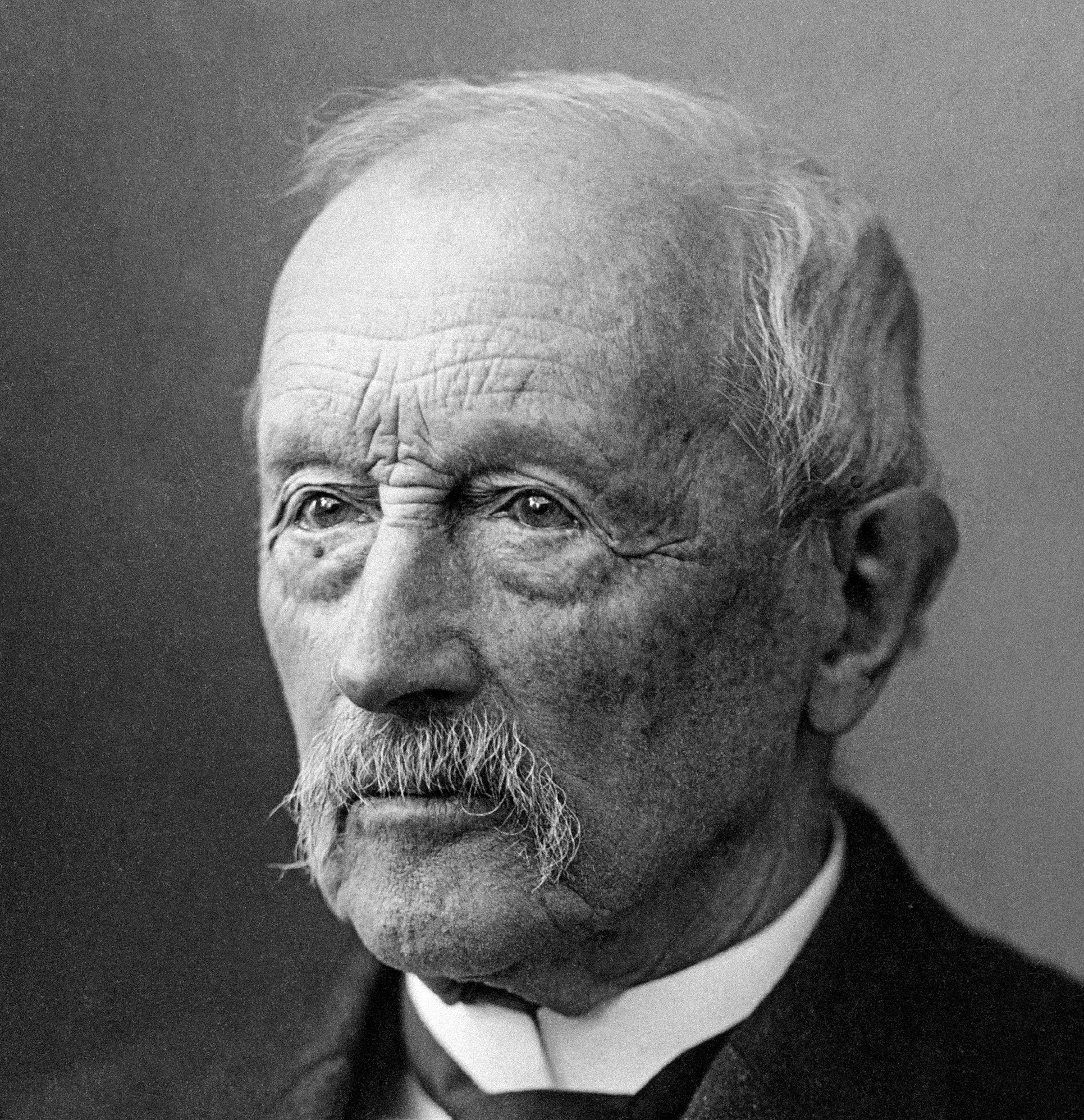
Coaz um 1910

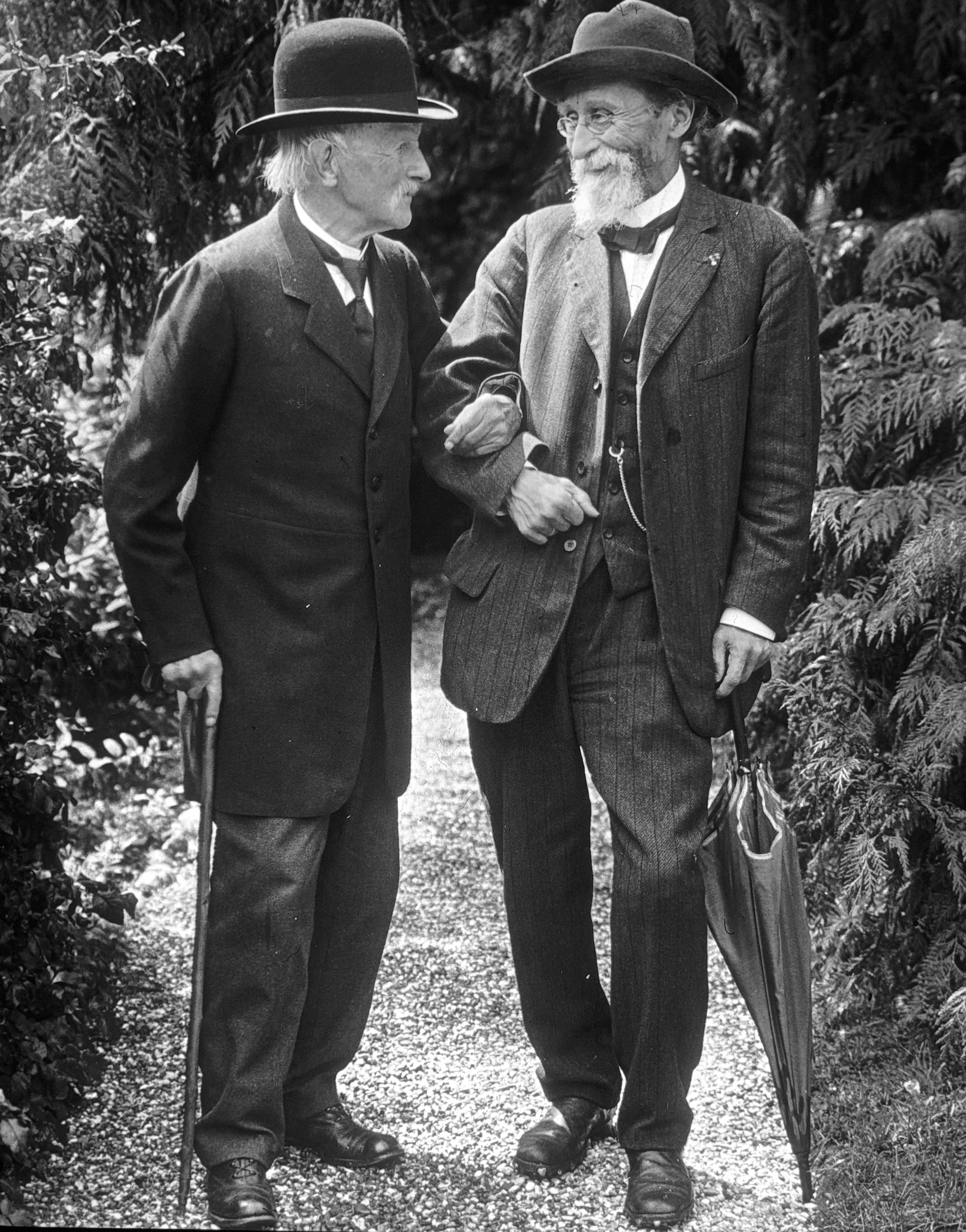
Coaz (links) mit dem Botaniker Carl Schroeter, 1918

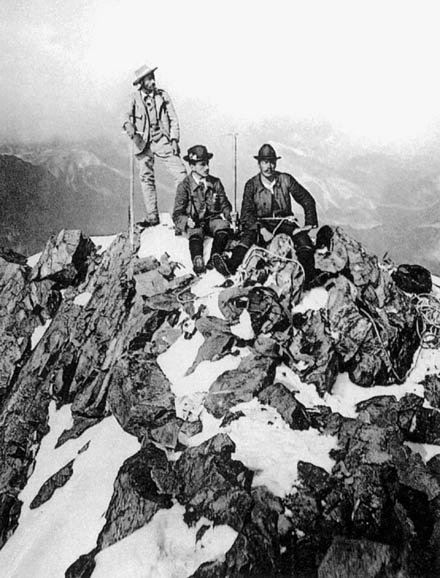
Coaz auf dem Gipfel der Bernina am 13. September 1850

Johann Wilhelm Fortunat Coaz (* 31. Mai 1822 in Antwerpen; † 18. August 1918 in Chur) war ein Schweizer Forstingenieur und Gebirgstopograf aus dem Kanton Graubünden. Coaz war heimatberechtigt in S-chanf, Küblis, Valchava und Eclépens und Ehrenbürger von Haldenstein.

## Leben
Coaz war der Sohn des Berufsoffiziers Johann Samuel Coaz und seiner Frau Salome geb. Köhl (Tochter von Ratsherr Johann Jakob von Köhl). 1841–1843 liess er sich an der königlich-sächsischen Forstakademie in Tharandt zum Forstingenieur ausbilden; schon ab 1838 war er Mitglied der Studentenverbindung Zofingia. Anschliessend wirkte er bis 1851 als Gebirgstopograf in Graubünden im Dienst des Eidgenössischen Topographischen Bureaus. Während des Sonderbundkriegs war er Sekretär von General Dufour.
Von 1851 bis 1873 war Coaz Oberforstinspektor des Kantons Graubünden und von 1873 bis 1875 zudem von St. Gallen. 1875 wurde er vom Bundesrat zum Eidgenössischen Forstinspektor berufen, ein Amt, das er bis 1914 innehatte. Mit Elias Landolt, Professor am Eidgenössischen Polytechnikum und Oberforstmeister des Kantons Zürich – mit dem er auch persönlich befreundet war – pflegte er eine fruchtbare Zusammenarbeit. Auf ihre gemeinsame Anregung geht auch die 1885 eröffnete Schweizerische Centralanstalt für das forstliche Versuchswesen, die heutige Eidgenössische Forschungsanstalt für Wald, Schnee und Landschaft, zurück.
Coaz war 1864 einer der Gründer der Sektion Rätia des Schweizer Alpen-Clubs. 1865 war er der dritte Zentralpräsident des Schweizer Alpen-Clubs und wurde 1901 zum Ehrenmitglied ernannt.
Coaz war in den Gebieten der Forstbotanik, Topografie, Meteorologie, Gletscher- und Lawinenkunde wissenschaftlich tätig. 1902 wurde er mit einem Ehrendoktorat der Universität Bern ausgezeichnet. Zu seinen Leistungen gehören unter anderem die Vermessungen für die Dufourkarte, die Organisation des Forstwesens in Graubünden und St. Gallen sowie die Organisation der eidgenössischen Inspektion für Forstwesen, Jagd und Fischerei.
Als Bergsteiger und Vermesser unternahm er 21 Erstbesteigungen in den Alpen, dazu gehörten 1846 der Piz Kesch und Piz Lischana sowie 1850 der Piz Bernina.
Mit dem Basler Zoologen Paul Sarasin gehört Johann Coaz zu den Pionieren der Nationalparkidee.
Nach Johann Coaz ist die 1926 erbaute Coazhütte im Berninagebiet benannt.
Von Oktober 2021 bis März 2022 wurde im Rätischen Museum eine Sonderausstellung zu Coaz gezeigt.

## Werke (Auswahl)
- Der Wald. Zwei Vorträge gehalten zu Chur, Leipzig: Engelmann 1861.
- Eine Ersteigung des P. Stäz (Stäzerhorn) im Winter 1861. Chur 1862.
- Das Silvrettagebirge. In: [Jahrbuch des] Schweizer Alpen-Club (Bern) 3 (1866).
- Geschichtlich-statistischer Bericht an den hochlöbl. Grossen Rath über das Forstwesen in Graubünden, mit besonderer Berücksichtigung des Zeitraums von 1851/52 bis Ende 1868. Chur: Pradella & Meyer 1869.
- Die Hochwasser im September und October 1868 im bündnerischen Rheingebiet vom naturwissenschaftlichen und hydrotechnisch-forstlichen Standpunkt betrachtet.Leipzig: Engelmann 1869.
- Beschreibung der Gemeinde Flims, topographisch, natur- und kultur-geschichtlich. Von Forstinspector J. Coaz, in der naturforschenden Gesellschaft Graubündens vorgetragen. In: Jahresbericht der Naturforschenden Gesellschaft Graubünden 1870.
- Das Bündner Oberland. Itinerarium für das Excursionsgebiet des S.A.C. 1874, St. Gallen: [s.n.] 1874.
- St. Moriz. Aufnahme von J. Coaz; Lith. R. Leuzinger, Bern: Eidg. Stabsbureau 1875 (Topographischer Atlas der Schweiz; 518, 1875).
- Bericht & Gutachten über die Bewirtschaftung des Bannwaldes ob Altdorf. Altdorf: Högger 1875.
- Die Kultur der Weide. Vorgetragen in der Versammlung des schweizerischen Forstvereins zu Aarau den 26. August 1878. Veröffentlicht im Auftrage des eidg. Handels- und Landwirtschafts-Departements, Bern: Jent & Reinert 1879.
- Ueber das Auftreten des grauen Lärchenwiklers Tortrix pinicolana in Graubünden. In: Mittheilungen der Bernischen Naturforschenden Gesellschaft 1879.
- Die Stürme vom 20. Februar, 25. Juni und 5. Dezember 1879 und der durch dieselben in den Waldungen der Schweiz verursachte Schaden. Bearb. und veröffentlicht im Auftrage des Eidg. Handels- und Landwirtschaftsdepartements, Bern: Jent & Reinert 1880.
- Die Lauinen der Schweizeralpen. Bearbeitet und veröffentlicht im Auftrage des eidg. Handels- und Landwirtschafts-Departements. Mit einer Lauinenkarte des Gotthardgebietes, Bern: [s.n.] 1881.
- Der Illgraben gegenüber Leuck im Wallis. Vorgetragen in der Sitzung [der naturforschenden Gesellschaft in Bern] vom 15. Januar 1881. In: Mittheilungen der Naturforschenden Gesellschaft in Bern [aus dem Jahre] 1881 Nr. 1017, [Bern 1881].
- Der Frostschaden des Winters 1879/80 und des Spätfrostes vom 19./20. Mai 1880 an den Holzgewächsen in der Schweiz. Bearbeitet und veröffentlicht im Auftrage des eidg. Handels- und Landwirtschaftsdepartements, Bern: Stämpfli 1882.
- Bericht über die Vermessungsarbeiten am Rhonegletscher im Jahre 1885. Bern: Stämpfli 1886 (Jahrbuch des Schweizer Alpen-Club 21 [1886]).
- Der Schneeschaden vom 28./29. September 1885 in den Waldungen der Schweiz. Bearbeitet und veröff. im Auftrage des schweiz. Handels- und Landwirtschafts-Departements, Bern: Stämpfli 1887.
- Forstwesen, Jagd und Fischerei = Forêts, chasse et pêche. Zusgest. durch die Abteilung Forstwesen, Jagd und Fischerei (Oberforstinspektorat) des Schweiz. Industrie- und Landwirtschaftsdepartements, 3 Bde., Bern: Wyss 1894–1898 (Bibliographie der schweizerischen Landeskunde = Bibliographie nationale suisse; 5,9c).
- Schutzbauten = Travaux de défense. Zusgest. durch die Abteilung Forstwesen, Jagd und Fischerei (Oberinspektorat) des Schweizer. Industrie- und Landwirtschaftsdepartements = Division «Forêts, chasse et pêche» (Inspection fédérale des forêts) du Département fédéral de l’industrie et de l’agriculture, Bern: Wyss 1895 (Bibliographie der schweizerischen Landeskunde = Bibliographie nationale suisse; 5,9d).
- Baum-Album der Schweiz. Bilder von Bäumen, die durch Grösse und Schönheit hervorragen oder ein besonderes geschichtliches Interesse bieten. Lichtdrucke nach photographischen Natur-Aufnahmen, Bern: Schmid, Francke & Co. 1896–1900.
- Die Revision des Bundesgesetzes betreffend die Forstpolizei. Bern: Jent 1902.
- Statistik und Verbau der Lawinen in den Schweizeralpen. Im Auftrag des eidgenössischen Departements des Innern bearb. und veröffentlicht = Statistique des avalanches dans les alpes suisses et des travaux de défense y relatifs. Ouvrage élaboré et publié sur ordre du Département fédéral de l’Intérieur, Bern: Stämpfli 1910.
- Über die Verbreitung der Mistel (Viscum album L.) in der Schweiz. Stuttgart: Ulmer 1918 (Naturwissenschaftl. Zeitschrift für Forst- und Landwirtschaft 16 [1918], Heft 3/8).
- Aus dem Leben eines schweizerischen Topographen von 1844 bis 1851. Bern: Stämpfli 1918 (Jahrbuch des Schweizer Alpenclub 52 [1917]).
- Wie der Art. 10 der bundesrätlichen Vollziehungsverordnung vom 13. März 1903 zum Bundesgesetz betreffend die eidgenössische Oberaufsicht über die Forstpolizei vom 11. Oktober 1902 zustande kam. Bern: Büchler & Co. 1918 (Schweizerische Zeitschrift für Forstwesen 1918).
- Zusammenstellung der in öffentlichen Anlagen und privaten Gärten von Chur kultivierten ausländischen Holzarten und Erhebungen über den Anbau der Weinrebe im bündnerischen Rheingebiet, Chur: Bischofberger & Hotzenköcherle 1919.